# Festival di Berlino 2015

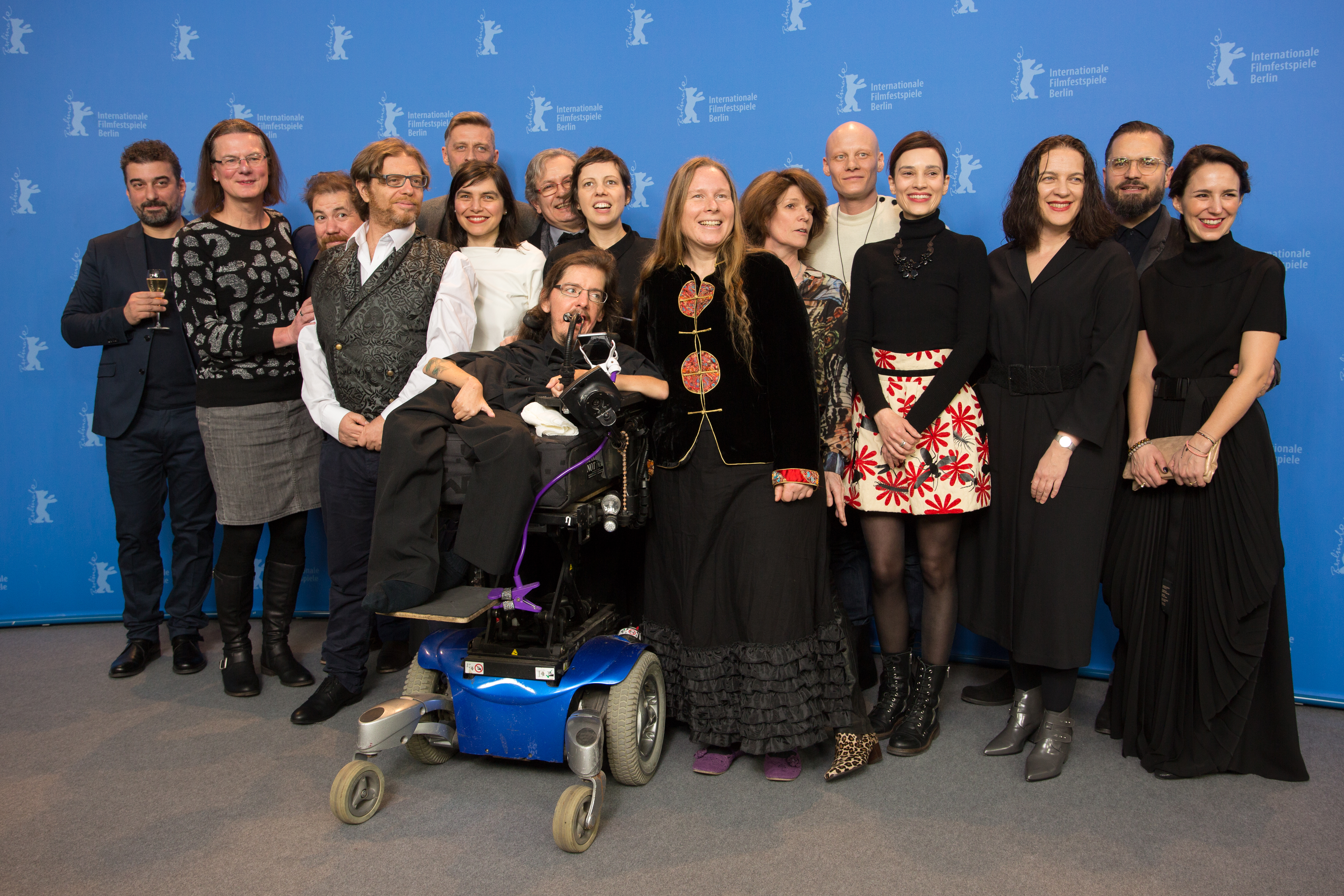
Il team del film vincitore dell'Orso d'oro.

La 65ª edizione del Festival internazionale del cinema di Berlino si è svolta a Berlino dal 5 al 15 febbraio 2015, con il Theater am Potsdamer Platz come sede principale. Direttore del festival è stato per il diciassettesimo anno Dieter Kosslick.
L'Orso d'oro è stato assegnato al film Ognuno ha diritto ad amare - Touch Me Not della regista rumena Adina Pintilie.
L'Orso d'oro alla carriera è stato assegnato all'attore Willem Dafoe, al quale è stata dedicata la sezione "Homage", mentre la Berlinale Kamera è stata assegnata all'attore e regista Jiří Menzel, al produttore Katriel Schory e a Beki Probst, presidentessa dello European Film Market.
Il festival è stato aperto dal film in concorso L'isola dei cani di Wes Anderson.
La retrospettiva di questa edizione, intitolata "Weimar Cinema Revisited", è stata dedicata alle produzioni tedesche negli anni della Repubblica di Weimar (1919-1933), una delle fasi più produttive e influenti del cinema tedesco.
Nella sezione "Berlinale Special" è stato ricordato il cineasta tedesco Ulli Lommel, scomparsi pochi mesi prima dell’inizio del festival, con la proiezione in anteprima mondiale del suo documentario America Land of the Freeks.

## Giurie

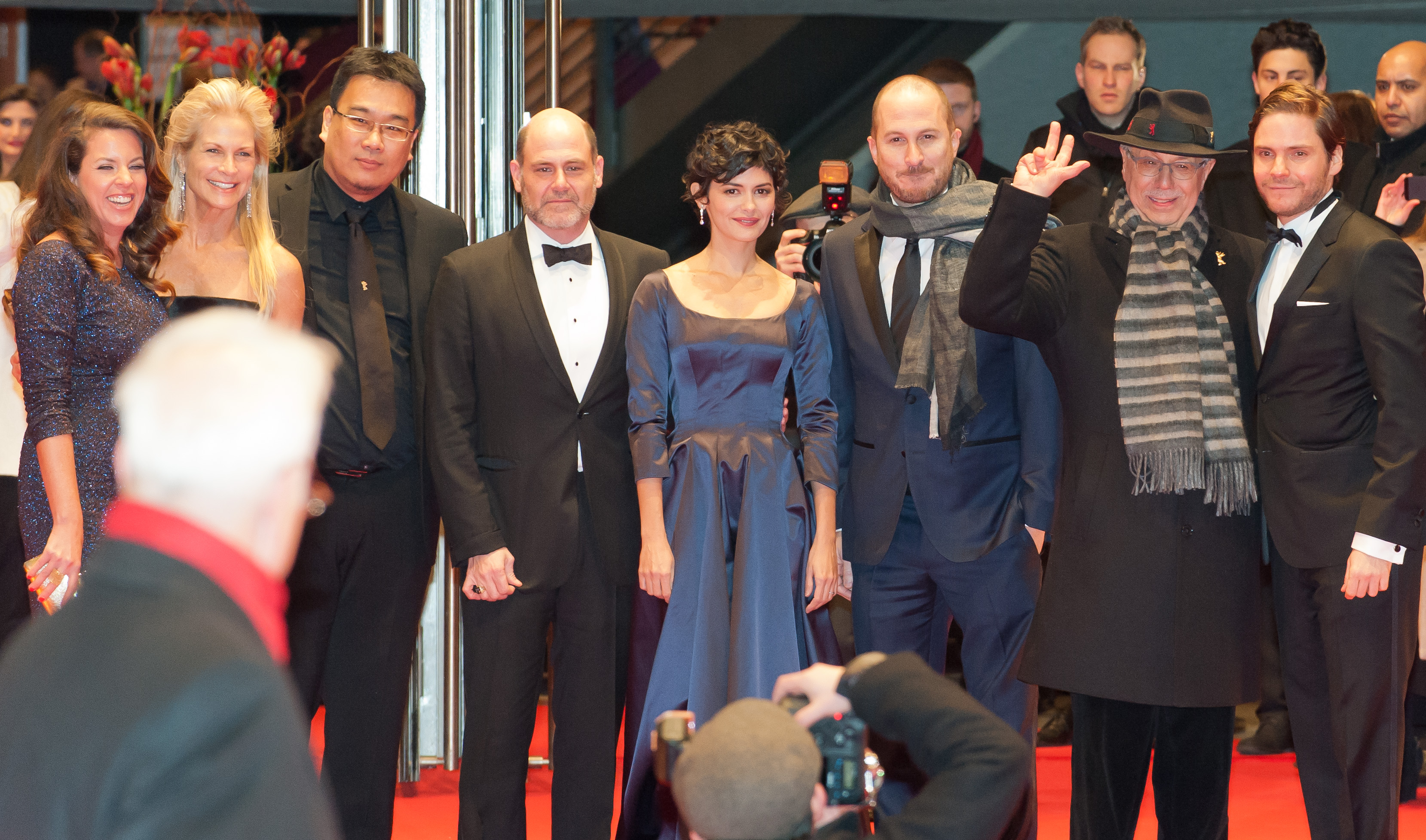
La giuria internazionale. Da sinistra: Claudia Llosa, Martha De Laurentiis, Bong Joon-ho, Matthew Weiner, Audrey Tautou, Darren Aronosky, il direttore del festival Dieter Kosslick e Daniel Brühl.

### Giuria internazionale
- Darren Aronofsky, regista, sceneggiatore e produttore (Stati Uniti) - Presidente di giuria[6]
- Daniel Brühl, attore (Germania)
- Bong Joon-ho, regista e sceneggiatore (Corea del Sud)
- Martha De Laurentiis, produttrice (Stati Uniti)
- Claudia Llosa, regista, sceneggiatrice e produttrice (Perù)
- Audrey Tautou, attrice (Francia)
- Matthew Weiner, regista, sceneggiatore e produttore televisivo (Stati Uniti)

### Giuria "Opera prima"
- Fernando Eimbcke, regista e sceneggiatore (Messico)[6]
- Olga Kurylenko, attrice (Francia)
- Joshua Oppenheimer, regista e produttore (Stati Uniti)

### Giuria "Cortometraggi"
- Wahyuni A. Hadi, direttrice del Singapore International Film Festival (Singapore)[6]
- Halil Altındere, artista (Turchia)
- Madhusree Dutta, regista, curatrice e scrittrice (India)

### Giurie "Generation"

#### Kinderjury/Jugendjury
Gli Orsi di cristallo sono stati assegnati da due giurie nazionali, la Kinderjury per la sezione "Kplus" e la Jugendjury per la sezione "14plus", composte rispettivamente da undici membri di 11-14 anni e sette membri di 14-18 anni selezionati dalla direzione del festival attraverso questionari inviati l'anno precedente.

#### Giurie internazionali
Nelle sezioni "Kplus" e  "14plus", il Grand Prix e lo Special Prize sono stati assegnati da due giurie internazionali composte, rispettivamente, dalla regista Bettina Blümner (Germania), l'attore e produttore Tom Hern (Nuova Zelanda) e l'attore Michal Matus (Regno Unito), e dalla regista, sceneggiatrice e produttrice Sophie Hyde (Australia), la produttrice Alix Madigan-Yorkin (Stati Uniti) e N. Marten Rabarts (Nuova Zelanda), direttore dell'istituto Eye International di Amsterdam.

## Selezione ufficiale

### In concorso
- 45 anni (45 Years), regia di Andrew Haigh (Regno Unito)
- Aferim!, regia di Radu Jude (Romania, Bulgaria, Repubblica Ceca, Francia)
- As We Were Dreaming (Als wir träumten), regia di Andreas Dresen (Germania, Francia)
- C'era una volta a Shanghai (Yi bu zhi yao), regia di Jiang Wen (Cina, USA, Hong Kong)
- Cha và con và..., regia di Di Dang Phan (Vietnam, Francia, Germania, Paesi Bassi)
- Ciało, regia di Małgorzata Szumowska (Polonia)
- Il club (El Club), regia di Pablo Larraín (Cile)
- Eisenstein in Messico (Eisenstein in Guanajuato), regia di Peter Greenaway (Paesi Bassi, Belgio, Finlandia, Messico, Francia)
- Journal d'une femme de chambre, regia di Benoît Jacquot (Francia, Belgio)
- Knight of Cups, regia di Terrence Malick (USA)
- La memoria dell'acqua (El botón de nácar), regia di Patricio Guzmán (Francia, Spagna, Cile, Svizzera)
- Nadie quiere la noche, regia di Isabel Coixet (Spagna, Francia, Bulgaria)
- Queen of the Desert, regia di Werner Herzog (USA, Marocco)
- Taxi Teheran (Taxi), regia di Jafar Panahi (Iran)
- Ten no Chasuke, regia di Sabu (Giappone)
- Pod ėlektričeskimi oblakami, regia di Aleksej Alekseevič German (Russia, Ucraina, Polonia)
- Vergine giurata, regia di Laura Bispuri (Italia, Svizzera, Germania, Albania, Kosovo, Francia)
- Victoria, regia di Sebastian Schipper (Germania)
- Vulcano (Ixcanul), regia di Jayro Bustamante (Guatemala, Francia)

### Fuori concorso
- Cenerentola (Cinderella), regia di Kenneth Branagh (USA, Regno Unito)
- Elser - 13 minuti che non cambiarono la storia (Elser), regia di Oliver Hirschbiegel (Germania)
- Mr. Holmes - Il mistero del caso irrisolto (Mr. Holmes), regia di Bill Condon (Regno Unito, USA)
- Ritorno alla vita (Every Thing Will Be Fine), regia di Wim Wenders (Germania, Canada, Francia, Svezia, Norvegia)

### Cortometraggi
- Architektura, regia di Ulu Braun (Germania)
- (A)Torzija, regia di Stefan Arsenijevic (Slovenia)
- Bad at Dancing, regia di Joanna Arnow (USA)
- Blood Below the Skin, regia di Jennifer Reeder (USA)
- Un cartus de kent si un pachet de cafea, regia di Cristi Puiu (Romania)
- Chitrashala, regia di Amit Dutta (India)
- Däwit, regia di David Jansen (Germania)
- Dissonance, regia di Till Nowak (Germania)
- Gesicht von der Stange?, regia di Raimund Ruehl (Germania Ovest)
- Hamu, regia di Ferenc Cakó (Ungheria)
- History of the World in Three Minutes Flat, regia di Michael Mills (Canada)
- Hosanna, regia di Young-Kil Na (Corea del Sud)
- La isla está encantada con ustedes, regia di Alexander Carver e Daniel Schmidt (USA, Svizzera, Australia, Porto Rico)
- El juego del escondite, regia di David Muñoz (Spagna, Libano, Siria)
- Kamakshi, regia di Satindar Singh Bedi (India)
- Knud, regia di Jørgen Roos (Danimarca)
- Lama?, regia di Nadav Lapid (Israele)
- Lembusura, regia di Wregas Bhanuteja (Indonesia)
- Lo sum choe sum, regia di Dechen Roder (Bhutan)
- The Mad Half Hour, regia di Leonardo Brzezicki (Argentina, Danimarca)
- Maku, regia di Yoriko Mizushiri (Giappone)
- Mar de Fogo, regia di Joel Pizzini (Brasile)
- Maski, regia di Piotr Karwas (Germania, Polonia)
- Možnosti dialogu, regia di Jan Švankmajer (Cecoslovacchia)
- Nr. 1 - Aus Berichten der Wach- und Patrouillendienste, regia di Helke Sander (Germania Ovest)
- Of Stains, Scrap & Tires, regia di Sebastian Brameshuber (Austria, Francia)
- Ortsfremd... wohnhaft vormals Mainzerlandstraße, regia di Hedda Rinneberg e Hans Sachs (Germania Ovest)
- Night Fishing (Paranmanjang), regia di Park Chan-kyong e Park Chan-wook (Corea del Sud)
- Pebbles at Your Door, regia di Vibeke Bryld (Danimarca)
- Planet Sigma, regia di Momoko Seto (Francia)
- San Cristóbal, regia di Omar Zúñiga Hidalgo (Cile)
- Shadowland, regia di John Skoog (Svezia)
- Six Point Nine, regia di Dan Bootzin (USA)
- Le songe des chevaux sauvages, regia di Denys Colomb de Daunant (Francia)
- Snapshot Mon Amour, regia di Christian Bau (Germania)
- Superior, regia di Erin Vassilopoulos (USA)
- Symbolic Threats, regia di Lutz Henke, Mischa Leinkauf e Matthias Wermke (Germania, USA)
- Take What You Can Carry, regia di Matthew Porterfield (USA, Germania)
- Tant qu'il nous reste des fusils à pompe, regia di Caroline Poggi e Jonathan Vinel (Francia)
- The, regia di Dieter Kovacic e Billy Roisz (Austria)
- Yuyu, regia di Marc Johnson (Francia, Spagna, USA, Cina)

### Berlinale Special
- 1992, regia di Giuseppe Gagliardi (Italia)
- Die abhandene Welt, regia di Margarethe von Trotta (Germania)
- Are You Here, regia di Matthew Weiner (USA)
- Bedrag, di registi vari (Danimarca)
- Better Call Saul, di registi vari (USA)
- Blå ögon, regia di Fredrik Edfeldt, Henrik Georgsson e Emiliano Goessens (Svezia)
- Blochin: Die Lebenden und die Toten, regia di Matthias Glasner (Germania)
- Bloodline, di registi vari (USA)
- La Boheme: Breathe Umphefumlo (Breathe Umphefumlo), regia di Mark Dornford-May (Sudafrica, Germania, Regno Unito)
- Cinquanta sfumature di grigio (Fifty Shades of Grey), regia di Sam Taylor-Johnson (USA)
- Deutschland 83, regia di Edward Berger e Samira Radsi (Germania)
- Kfulim, regia di Oded Ruskin (Israele)
- Life, regia di Anton Corbijn (Regno Unito, Germania, Canada, Australia, USA)
- The Look of Silence, regia di Joshua Oppenheimer (Danimarca, Finlandia, Norvegia, Indonesia, Regno Unito)
- Love & Mercy, regia di Bill Pohlad (USA)
- The Memory of Justice, regia di Marcel Ophüls (Regno Unito, USA, Francia, Germania Ovest)
- Selma - La strada per la libertà (Selma), regia di Ava DuVernay (Regno Unito, USA)
- The Seventh Fire, regia di Jack Pettibone Riccobono (USA)
- Torneranno i prati, regia di Ermanno Olmi (Italia)
- Uomini contro, regia di Francesco Rosi (Italia, Jugoslavia)
- Virgin Mountain (Fúsi), regia di Dagur Kári (Islanda, Danimarca)
- Woman in Gold, regia di Simon Curtis (Regno Unito)

### Panorama
- 600 Millas, regia di Gabriel Ripstein (Messico, USA)
- Al bahr min ouaraikoum, regia di Hicham Lasri (Marocco, Francia, Emirati Arabi Uniti, Libano)
- Amore, furti e altri guai (Al-hob wa al-sariqa wa mashakel ukhra), regia di Muayad Alayan (Palestina)
- Angelica, regia di Mitchell Lichtenstein (USA)
- Ausência, regia di Chico Teixeira (Brasile, Cile, Francia)
- Bizarre, regia di Étienne Faure (Francia, USA)
- The Blue Hour (Onthakan), regia di Anucha Boonyawatana (Thailandia)
- B-Movie: Lust & Sound in West-Berlin 1979-1989, regia di Jörg A. Hoppe, Heiko Lange e Klaus Maeck (Germania)
- Censored Voices, regia di Mor Loushy (Israele, Germania)
- Chorus, regia di François Delisle (Canada)
- Cobain: Montage of Heck, regia di Brett Morgen (USA)
- Coming Out, regia di Heiner Carow (Germania Est)
- Danieluv svet, regia di Veronika Lisková (Repubblica Ceca)
- De ce eu?, regia di Tudor Giurgiu (Romania)
- Dora oder Die sexuellen Neurosen unserer Eltern, regia di Stina Werenfels (Svizzera, Germania)
- Dyke Hard, regia di Bitte Andersson (Svezia)
- È arrivata mia figlia! (Que Horas Ela Volta?), regia di Anna Muylaert (Brasile)
- Fassbinder: at elske uden at kræve, regia di Christian Braad Thomsen (Danimarca)
- Feelings Are Facts: The Life of Yvonne Rainer, regia di Jack Walsh (USA)
- Gukjesijang, regia di JK Youn (Corea del Sud)
- Prison System 4614, regia di Jan Soldat (Germania)
- Härte, regia di Rosa von Praunheim (Germania)
- El hombre nuevo, regia di Aldo Garay (Uruguay, Cile, Nicaragua)
- How to Win at Checkers (Every Time), regia di Josh Kim (Thailandia, USA, Indonesia)
- I Am Michael, regia di Justin Kelly (USA)
- El incendio, regia di Juan Schnitman (Argentina)
- Iraqi Odyssey, regia di Samir (Iraq, Svizzera, Germania, Emirati Arabi Uniti)
- Je suis Annemarie Schwarzenbach, regia di Véronique Aubouy (Francia, Svizzera)
- Une jeunesse allemande, regia di Jean-Gabriel Périot (Francia, Svizzera, Germania)
- Jia Zhang-ke by Walter Salles, regia di Walter Salles (Brasile, Francia)
- Jun zhong le yuan, regia di Doze Niu (Taiwan, Cina)
- Der letzte Sommer der Reichen, regia di Peter Kern (Austria)
- Mariposa, regia di Marco Berger (Argentina)
- Meurtre à Pacot, regia di Raoul Peck (Haiti, Francia, Norvegia)
- Misfits, regia di Jannik Splidsboel (Danimarca, Svezia, USA)
- Mot naturen, regia di Ole Giæver e Marte Vold (Norvegia)
- Nasty Baby, regia di Sebastián Silva (USA, Cile)
- Necktie Youth, regia di Sibs Shongwe-La Mer (Sudafrica, Paesi Bassi)
- Ned Rifle, regia di Hal Hartley (USA)
- Out of My Hand, regia di Takeshi Fukunaga (USA, Liberia)
- Paridan az ertefa kam, regia di Hamed Rajabi (Iran, Francia)
- Petting Zoo, regia di Micah Magee (Germania, Grecia, USA)
- Pionery-geroi, regia di Natalya Kudryashova (Russia)
- Sangailes vasara, regia di Alante Kavaite (Lituania, Francia, Paesi Bassi)
- Sangue Azul, regia di Lírio Ferreira (Brasile)
- Stories of Our Lives, regia di Jim Chuchu (Kenya, Sudafrica)
- Studio 54 (Director's Cut) (54), regia di Mark Christopher (USA)
- Sumé: Mumisitsinerup nipaa, regia di Inuk Silis Hoegh (Danimarca, Norvegia)
- Tell Spring Not to Come This Year, regia di Saeed Taji Farouky e Michael McEvoy (Regno Unito, Afghanistan)
- What Happened, Miss Simone?, regia di Liz Garbus (USA)
- Die Widerständen: Also machen wir das weiter..., regia di Katrin Seybold e Ula Stöckl (Germania)
- The Yes Men Are Revolting, regia di Andy Bichlbaum, Mike Bonanno e Laura Nix (Paesi Bassi, Danimarca, Francia, Germania, USA)
- Zui sheng meng si, regia di Tso-chi Chang (Taiwan)

### Forum
- Abaabi ba boda boda, regia di Donald Mugisha e James Tayler (Sudafrica, Germania, Kenya, Uganda)
- Al-Wadi, regia di Ghassan Salhab (Libano, Germania, Francia, Qatar)
- Balikbayan#1: Memories of Overdevelopment Redux III, regia di Kidlat Tahimik (Filippine)
- Beira-Mar, regia di Filipe Matzembacher e Marcio Reolon (Brasile)
- Ben Zaken, regia di Efrat Corem (Israele)
- Brasil S/A, regia di Marcelo Pedroso (Brasile)
- Ce gigantesque retournement de la terre, regia di Claire Angelini (Francia)
- Chaiki, regia di Ella Manzheeva (Russia)
- Cheol-won-gi-haeng, regia di Dae-hwan Kim (Corea del Sud)
- Cinema: A Public Affair, regia di Tatiana Brandrup (Germania, Russia)
- El complejo de dinero, regia di Juan Rodrigáñez (Spagna)
- Counting, regia di Jem Cohen (USA)
- Cuatro contra el mundo, regia di Alejandro Galindo (Messico)
- Dari marusan, regia di Izumi Takahashi (Giappone)
- The Days Run Away Like Wild Horses Over the Hills, regia di Marcin Malaszczak (Germania, Polonia, USA)
- Le dos rouge, regia di Antoine Barraud (Francia)
- Enjô, regia di Kon Ichikawa (Giappone)
- Exotica, Erotica, Etc., regia di Evangelia Kranioti (Francia, Grecia)
- Flotel Europa, regia di Vladimir Tomic (Danimarca, Serbia)
- The Forbidden Room, regia di Guy Maddin e Evan Johnson (Canada)
- Il fratello minore (Otôto), regia di Kon Ichikawa (Giappone)
- Freie Zeiten, regia di Janina Herhoffer (Germania)
- Futaba kara toku hanarete dainibu, regia di Atsushi Funahashi (Giappone)
- Il gesto delle mani, regia di Francesco Clerici (Italia)
- H., regia di Rania Attieh e Daniel Garcia (USA, Argentina)
- Ha-Makah Hashmonim V'Echad, regia di David Bergman, Jacques Ehrlich e Haim Gouri (Israele)
- Hedi Schneider steckt fest, regia di Sonja Heiss (Germania, Norvegia)
- Histoire de Judas, regia di Rabah Ameur-Zaïmeche (Francia)
- Hotline, regia di Silvina Landesman (Israele, Francia)
- Joe Bullet, regia di Louis de Witt (Sudafrica)
- K, regia di Darhad Erdenibulag e Emyr ap Richard (Hong Kong, Cina)
- Koza, regia di Ivan Ostrochovský (Slovacchia, Repubblica Ceca)
- Madar-e ghalb atomi, regia di Ali Ahmadzade (Iran)
- La Maldad, regia di Joshua Gil (Messico)
- Mar, regia di Dominga Sotomayor Castillo (Argentina, Cile)
- Me'kivun ha'yaar, regia di Yaron Kaftori e Limor Pinhasov (Israele)
- Mizu no koe wo kiku, regia di Masashi Yamamoto (Giappone)
- La Mujer de Barro, regia di Sergio Castro San Martín (Argentina, Cile)
- Nefesim kesilene kadar, regia di Emine Emel Balci (Turchia, Germania)
- La nuit et l'enfant, regia di David Yon (Francia, Qatar)
- Queen of Earth, regia di Alex Ross Perry (USA)
- Rabo de Peixe, regia di Nuno Leonel e Joaquim Pinto (Portogallo)
- La sirène de Faso Fani, regia di Michel K. Zongo (Francia, Burkina Faso, Germania, Qatar)
- Strange Victory, regia di Leo Hurwitz (USA)
- Sueñan los androides, regia di Ion De Sosa (Spagna, Germania)
- Superwelt, regia di Karl Markovics (Austria)
- Thamaniat wa ushrun laylan wa bayt min al-sheir, regia di Akram Zaatari (Libano, Francia)
- Über die Jahre, regia di Nikolaus Geyrhalter (Austria)
- Umbango, regia di Tonie van der Merwe (Sudafrica)
- Viaggio nella dopo-storia, regia di Vincent Dieutre (Francia)
- Violencia, regia di Jorge Forero (Colombia, Messico)
- Was heißt hier Ende?, regia di Dominik Graf (Germania)
- Yukinojô henge, regia di Kon Ichikawa (Giappone)
- Zurich, regia di Sacha Polak (Germania, Paesi Bassi, Belgio)

### Generation
- 14+, regia di Andrey Zaytsev (Russia)
- Agnes, regia di Anja Lind (Svezia)
- Alarm im Kasperletheater, regia di Lothar Barke (Germania Est)
- Antboy - La vendetta di Red Fury (Antboy: Den Røde Furies hævn), regia di Ask Hasselbalch (Danimarca, Germania)
- A Wang, regia di Kongdej Jaturanrasamee (Thailandia)
- The Beat Beneath My Feet, regia di John Williams (Regno Unito)
- Bloodlines, regia di Christopher Cegielski (USA)
- Boogaloo and Graham, regia di Michael Lennox (Regno Unito)
- Camino del agua, regia di Carlos Felipe Montoya (Colombia)
- La casa más grande del mundo, regia di Ana V. Bojorquez e Lucía Carreras (Guatemala, Messico)
- Catalina y el sol, regia di Anna Paula Hönig (Francia, Argentina, Germania)
- Cirkeln, regia di Levan Akin (Svezia)
- Cloro, regia di Lamberto Sanfelice (Italia)
- Coach, regia di Ben Adler (Francia)
- Coming of Age, regia di Teboho Edkins (Sudafrica, Germania)
- A Confession, regia di Petros Silvestros (Regno Unito)
- Corbo, regia di Mathieu Denis (Canada)
- Un creux dans mon coeur, regia di Mees Peijnenburg (Paesi Bassi, Francia)
- Cykelmyggen og minibillen, regia di Jannik Hastrup e Flemming Quist Møller (Danimarca)
- Dhanak, regia di Nagesh Kukunoor (India)
- Diario di una teenager (The Diary of a Teenage Girl), regia di Marielle Heller (USA)
- Dorsvloer vol confetti, regia di Tallulah Hazekamp Schwab (Paesi Bassi, Belgio)
- Driftwood Dustmites, regia di Malina Maria Mackiewicz (Australia)
- The Face of Ukraine: Casting Oksana Baiul, regia di Kitty Green (Australia, Ucraina)
- Flocken, regia di Beata Gårdeler (Svezia)
- Die Flucht zu den Pinguinen, regia di Günter Rätz (Germania Est)
- Gegner nach Maß, regia di Bruno J. Böttge (Germania Est)
- Giovanni en het waterballet, regia di Astrid Bussink (Paesi Bassi)
- Golden Kingdom, regia di Brian Perkins (USA, Birmania)
- Gri bölge, regia di Derya Durmaz (Turchia)
- Gtsngbo, regia di Sonthar Gyal (Cina)
- El gurí, regia di Sergio Mazza (Argentina)
- Hadiatt abi, regia di Salam Salman (Iraq, Regno Unito, Paesi Bassi, USA)
- Heartless, regia di Natasha Arthy (Danimarca)
- Historias Breves IX: Videojuegos, regia di Cecilia Kang (Argentina)
- Jia zai shui cao feng mao di di fang, regia di Ruijun Li (Cina)
- Kacey Mottet Klein, Naissance d'un acteur, regia di Ursula Meier (Svizzera, Francia)
- Kar korsanlari, regia di Faruk Hacihafizoglu (Turchia)
- Der kleine Vogel und das Eichhörnchen, regia di Lena von Döhren (Svizzera)
- Kumu Hina, regia di Dean Hamer e Joe Wilson (USA)
- Leka färdigt, regia di Nanna Huolman (Svezia)
- Let's Dance: Bowie Down Under, regia di Rubika Shah (Australia, Regno Unito)
- Mahiye sorkh shodeh, regia di Leila Khalilzadeh (Iran)
- Maja, regia di Jakub Michnikowski (Polonia)
- Messages dans l'air, regia di Isabelle Favez (Svizzera, Francia)
- Meta Morfoss, regia di Monika Anderson (Germania Est)
- Mina Walking, regia di Yosef Baraki (Canada, Afghanistan)
- Min lilla syster, regia di Sanna Lenken (Svezia, Germania)
- Nebesnyy verblyud, regia di Yuriy Feting (Russia)
- Nelly, regia di Chris Raiber (Austria)
- Nena, regia di Saskia Diesing (Paesi Bassi, Germania)
- The Nightingale and the Rose, regia di Del Kathryn Barton e Brendan Fletcher (Australia)
- Nulla Nulla, regia di Dylan River (Australia)
- The Old Man and the Bird, regia di Dennis Stein-Schomburg (Germania)
- One and Two, regia di Andrew Droz Palermo (USA)
- Onomastika, regia di Loeloe Hendra Komara (Indonesia)
- Paper Planes - Ai confini del cielo (Paper Planes), regia di Robert Connolly (Australia, Giappone)
- Piknik, regia di Jure Pavlovic (Croazia)
- Pochemu banan ogryzayetsya, regia di Svetlana Razgulyaeva (Russia)
- Primavera, regia di Joaquín Tapia Guerra (Bolivia)
- Prins, regia di Sam de Jong (Paesi Bassi)
- Pünktchen, regia di Bruno J. Böttge (Germania Est)
- Rosso Papavero, regia di Martin Smatana (Slovacchia)
- Short Skin - I dolori del giovane Edo, regia di Duccio Chiarini (Italia)
- Si la mer se meurt, regia di Lorris Coulon (Francia)
- Squirrel, regia di Tomas Vengris (Grecia, USA)
- Stay Awake, regia di Jamie Sisley (USA)
- Die Suche nach dem Vogel Turlipan, regia di Kurt Weiler (Germania Est)
- The Tie, regia di An Vrombaut (Belgio)
- Tuolla puolen, regia di Janne Reinikainen e Iddo Soskolne (Finlandia)
- Urwaldmärchen, regia di Katja Georgi (Germania Est)
- Vom Fröschlein und seinem Reifen, regia di Heinz Nagel (Germania Est)
- Wawi, regia di Michael Portway (Australia)
- Wonderful World End, regia di Daigo Matsui (Giappone)
- #Ya, regia di Ygor Gama e Florencia Rovlich (Argentina, Germania)
- You're Ugly Too, regia di Mark Noonan (Irlanda)

### Perspektive Deutsches Kino
- Bube Stur, regia di Moritz Krämer (Germania)
- Der Bunker, regia di Nikias Chryssos (Germania)
- Chrieg, regia di Simon Jaquemet (Svizzera)
- Ein idealer Ort, regia di Anatol Schuster (Germania)
- Elixir, regia di Brodie Higgs (Germania, Australia)
- Freiräume, regia di Filippa Bauer (Germania)
- Hakie - Haki. Ein Leben als Mann, regia di Anabela Angelovska (Germania)
- Homesick, regia di Jakob M. Erwa (Germania, Austria)
- Im Sommer wohnt er unten, regia di Tom Sommerlatte (Germania, Francia)
- Im Spinnwebhaus, regia di Mara Eibl-Eibesfeldt (Germania)
- I Remember, regia di Janna Ji Wonders (Germania)
- Die Menschenliebe, regia di Maximilian Haslberger (Germania)
- Sag mir Mnemosyne, regia di Lisa Sperling (Germania)
- Sibylle, regia di Michael Krummenacher (Germania)
- Sprache: Sex, regia di Saskia Walker e Ralf Hechelmann (Germania)
- Wanja, regia di Carolina Hellsgård (Germania)

### Retrospettiva
- L'amante indiana (Broken Arrow), regia di Delmer Daves (USA)
- Biancaneve e i sette nani (Snow White and the Seven Dwarfs), regia di David Hand (USA)
- Bisticci d'amore (Sweethearts), regia di W. S. Van Dyke (USA)
- Cantando sotto la pioggia (Singin' in the Rain), regia di Stanley Donen e Gene Kelly (USA)
- I cavalieri del Nord Ovest (She Wore a Yellow Ribbon), regia di John Ford (USA)
- I coniglietti buffi (Funny Little Bunnies), regia di Wilfred Jackson (USA)
- La Cucaracha, regia di Lloyd Corrigan (USA)
- Duello al sole (Duel in the Sun), regia di King Vidor (USA)
- La famiglia Gibbon (This Happy Breed), regia di David Lean (Regno Unito)
- Femmina folle, regia di John M. Stahl (USA)
- Fior di loto (The Toll of the Sea), regia di Chester M. Franklin (USA)
- Il fiume (The River), regia di Jean Renoir (Francia, Regno Unito, India, USA)
- Il giardino di Allah (The Garden of Allah), regia di Richard Boleslawski (USA)
- Il grande tormento (The Shepherd of the Hills), regia di Henry Hathaway (USA)
- Ivanhoe, regia di Richard Thorpe (USA, Regno Unito)
- Jolanda e il re della samba (Yolanda and the Thief), regia di Vincente Minnelli (USA)
- Il ladro di Bagdad (The Thief of Bagdad), regia di Ludwig Berger, Michael Powell e Tim Whelan (Regno Unito, USA)
- Il mago di Oz (The Wizard of Oz), regia di Victor Fleming (USA)
- Mighty Manhattan, New York's Wonder City, regia di James H. Smith (USA)
- Narciso nero (Black Narcissus), regia di Michael Powell e Emeric Pressburger (Regno Unito)
- Niagara, regia di Henry Hathaway (USA)
- Redskin, regia di Victor Schertzinger (USA)
- La regina d'Africa (The African Queen), regia di John Huston (USA, Regno Unito)
- La regina dei pirati (Anne of the Indies), regia di Jacques Tourneur (USA)
- Sangue e arena (Blood and Sand), regia di Rouben Mamoulian (USA)
- Sangue gitano (Wings of the Morning), regia di Harold D. Schuster (Regno Unito)
- Scaramouche, regia di George Sidney (USA)
- Show Boat, regia di George Sidney (USA)
- Lo sperone nudo (The Naked Spur), regia di Anthony Mann (USA)
- Stirpe dannata (Blanche Fury), regia di Marc Allégret (Regno Unito)
- I tre moschettieri (The Three Musketeers), regia di George Sidney (USA)
- Gli uomini preferiscono le bionde (Gentlemen Prefer Blondes), regia di Howard Hawks (USA)
- L'uomo venuto da lontano (An American Romance), regia di King Vidor (USA)
- Via col vento (Gone with the Wind), regia di Victor Fleming (USA)

### Homage
- Alice nelle città (Alice in den Städten), regia di Wim Wenders (Germania Ovest)
- L'amico americano (Der Amerikanische Freund), regia di Wim Wenders (Germania Ovest)
- Il cielo sopra Berlino (Der Himmel über Berlin), regia di Wim Wenders (Germania Ovest)
- Fino alla fine del mondo (Director's Cut) (Bis ans Ende der Welt), regia di Wim Wenders (Germania, Francia, Australia)
- The Million Dollar Hotel, regia di Wim Wenders (Germania, USA)
- Nel corso del tempo (Im Lauf der Zeit), regia di Wim Wenders (Germania Ovest)
- Paris, Texas, regia di Wim Wenders (Germania Ovest)
- Pina, regia di Wim Wenders (Germania, Francia)
- Prima del calcio di rigore (Die Angst des Tormanns beim Elfmeter), regia di Wim Wenders (Germania Ovest)
- Tokyo-Ga, regia di Wim Wenders (Germania Ovest)

### Berlinale Classics
- Agente 007 - Missione Goldfinger (Goldfinger), regia di Guy Hamilton (Regno Unito)
- A sangue freddo (In Cold Blood), regia di Richard Brooks (USA)
- Generazione 45 (Jahrgang '45), regia di Jürgen Böttcher (Germania Est)
- The Cat Has Nine Lives (Neun Leben hat die Katze), regia di Ula Stöckl (Germania Ovest)
- Varieté, regia di Ewald André Dupont (Germania)

### Culinary Cinema
- Automatic Fitness, regia di Alberto Couceiro e Alejandra Tomei (Germania)
- Buscando a Gastón, regia di Julia Patricia Perez (Perù)
- Chef's Table (episodio Massimo Bottura), regia di David Gelb (USA)
- Cooking Up a Tribute, regia di Luis Gonzalez e Andrea Gómez (Spagna)
- Feeding the Body Politic, regia di Helen De Michiel (USA)
- Festins imaginaires, regia di Anne Georget (Francia, Belgio)
- Flamin' Hot, regia di Helen De Michiel (USA)
- Jerez & el misterio del Palo Cortado, regia di José Luis López-Linares (Spagna)
- Little Forest: Winter/Spring, regia di Jun'ichi Mori (Giappone)
- An Omnivorous Family's Dilemma, regia di Jeong-Hoon Shin (Corea del Sud)
- Quando l'Italia mangiava in bianco e nero, regia di Andrea Gropplero di Troppenburg (Italia)
- Ro.Go.Pa.G. (episodio La ricotta), regia di Pier Paolo Pasolini (Italia, Francia)
- Så meget godt i vente, regia di Phie Ambo (Danimarca, Islanda)
- Seeds of Time, regia di Sandy McLeod (USA, Danimarca, Italia, Norvegia, Perù, Russia)
- Il segreto di Otello, regia di Francesco Ranieri Martinotti (Italia)
- Sergio Herman: Fucking Perfect, regia di Willemiek Kluijfhout (Paesi Bassi)
- Sonia's Dream, regia di Diego E. Sarmiento Pagan (Perù)
- The Sturgeon Queens, regia di Julie Cohen (USA)
- Wurst, regia di Carlo Vogele (USA)
- Zucchero! That Sugar Film (That Sugar Film), regia di Damon Gameau (Australia)

### NATIVe - A Journey into Indigenous Cinema
- As Hiper Mulheres, regia di Fausto Carlos (Brasile)
- Bankilal, regia di María Dolores Arias Martínez (Messico)
- Dauna. Lo que lleva el río, regia di Mario Crespo (Venezuela)
- Eco de la montaña, regia di Nicolás Echevarría (USA, Messico)
- En espera, regia di Gabriela Calvache (Ecuador)
- The Fighting Cholitas, regia di Mariam Jobrani (USA)
- Gerónima, regia di Raúl Alberto Tosso (Argentina)
- Hamaca paraguaya, regia di Paz Encina (Argentina, Paesi Bassi, Paraguay, Austria, Francia, Germania)
- Hepari Idubrada, Obrigado Irmão, regia di Divino Tserewahú (Brasile)
- Karai norte, regia di Marcelo Martinessi (Paraguay)
- Koltavanej, regia di Concepción Suárez Aguilar (Messico)
- Madeinusa, regia di Claudia Llosa (Perù, Spagna)
- Ma Ê Dami Xina - Já me transformei em imagem, regia di Zezinho Yube (Brasile)
- O mestre e o Divino, regia di Tiago Campos Torres (Brasile)
- Las Niñas Quispe, regia di Sebastián Sepúlveda (Cile)
- Silvestre Pantaleón, regia di Roberto Olivares (Messico)
- Sipo'hi - El lugar del manduré, regia di Sebastián Lingiardi (Argentina)
- Yvy Maraey, regia di Juan Carlos Valdivia (Bolivia, Messico, Norvegia)

## Premi

### Premi della giuria internazionale

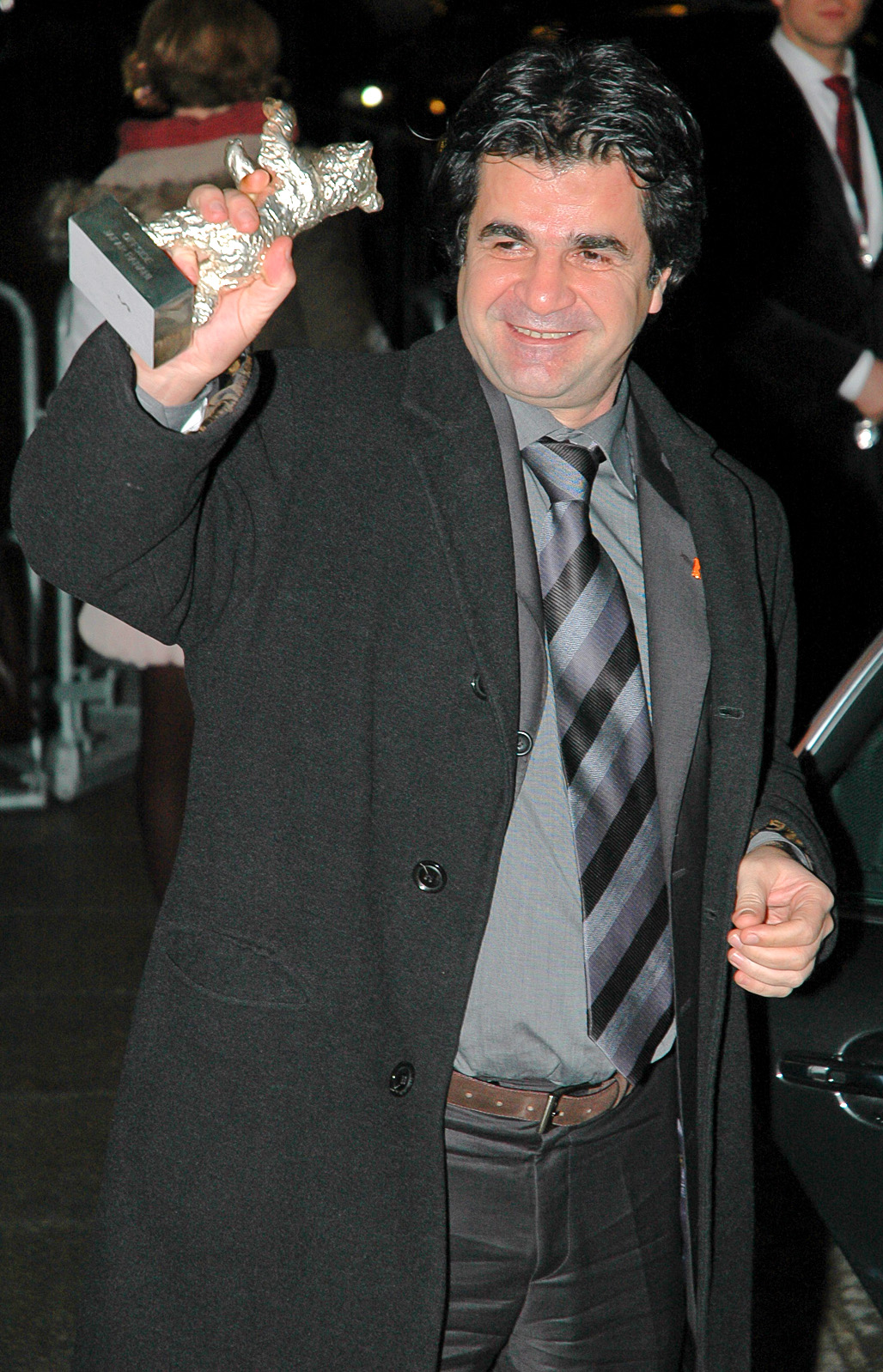
Il vincitore dell'Orso d'oro Jafar Panahi

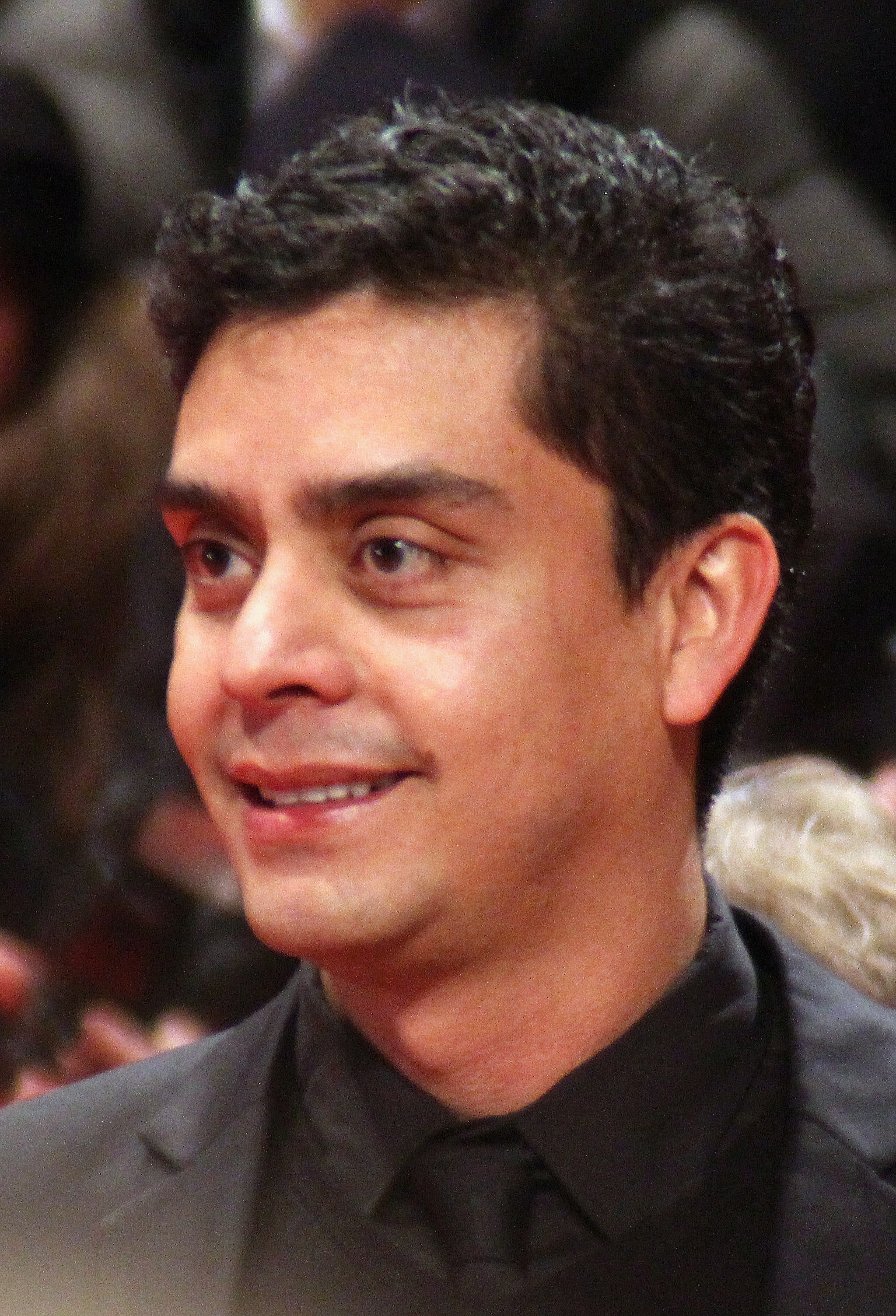
Jayro Bustamante, Orso d'argento per Vulcano

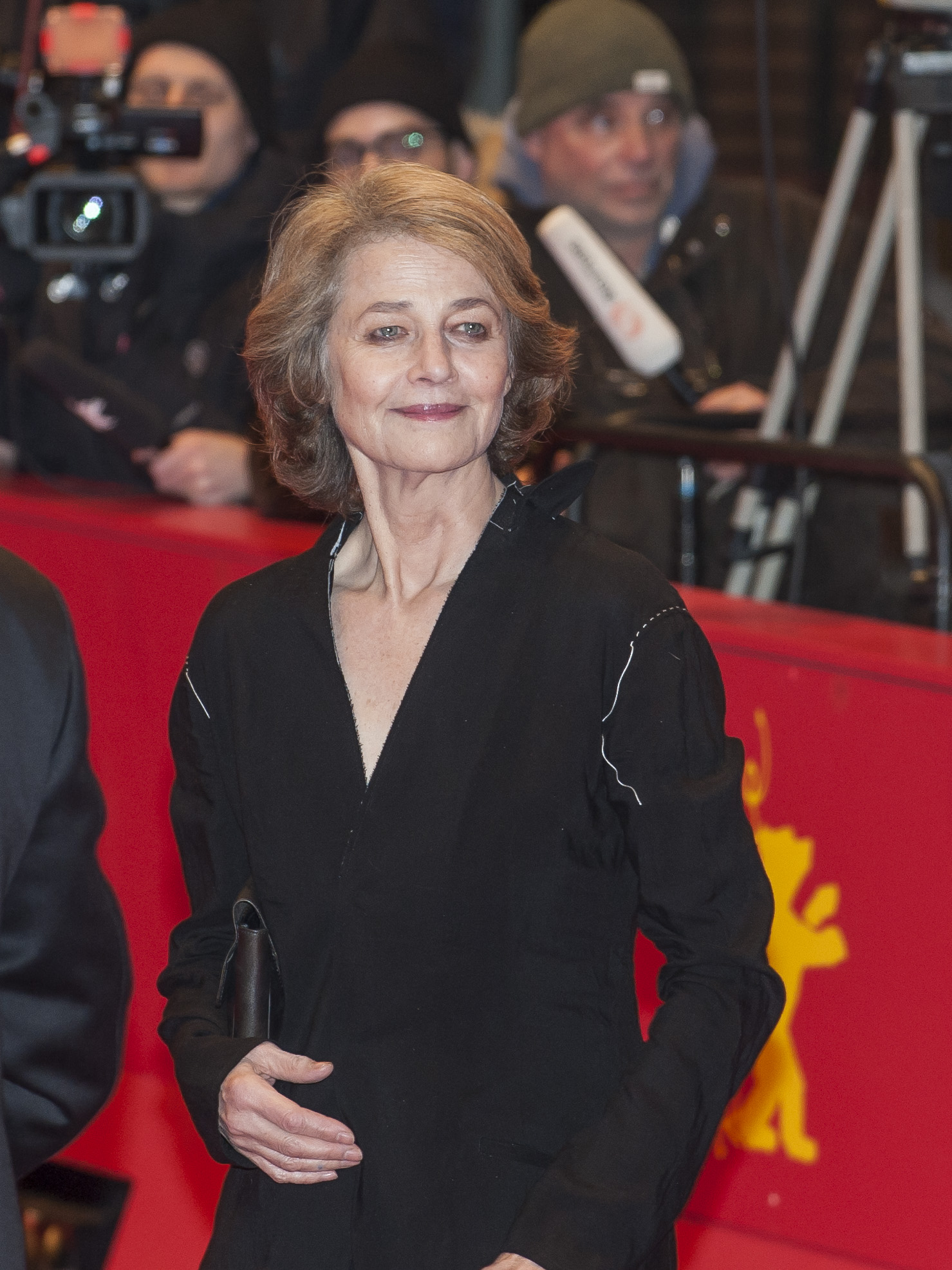
Charlotte Rampling, Orso d'argento come miglior attrice per 45 anni

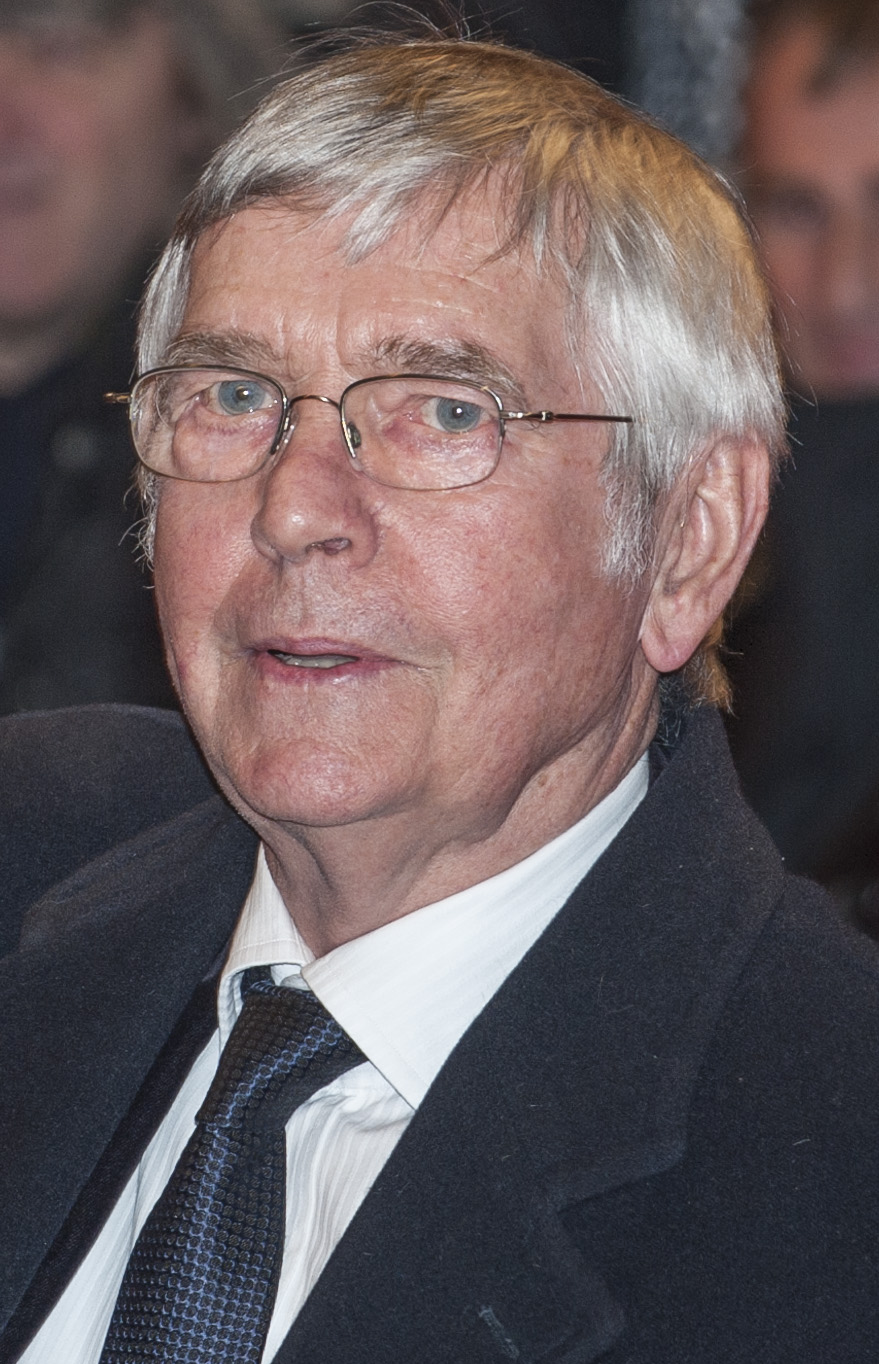
Tom Courtenay, Orso d'argento come miglior attore per 45 anni

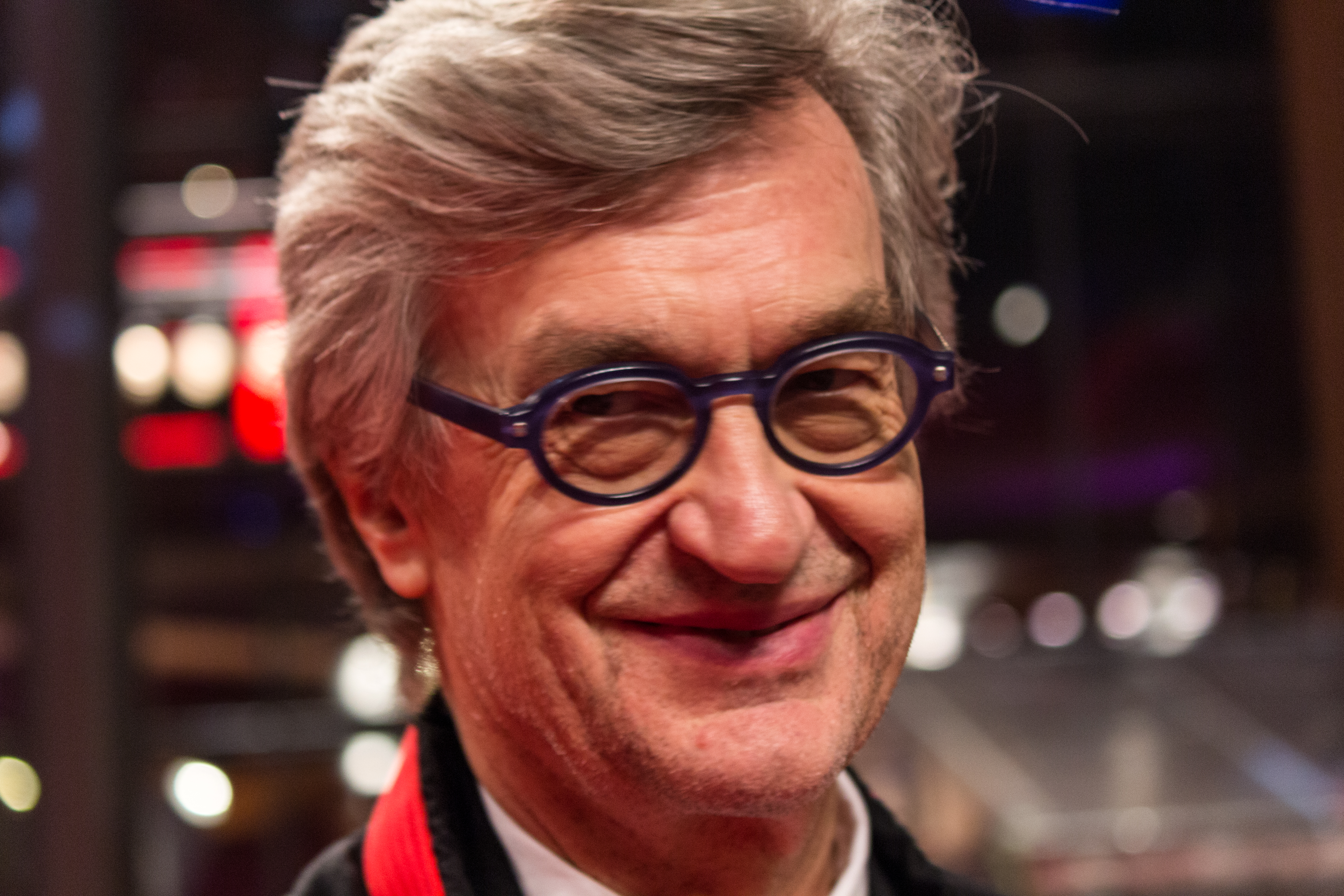
Il regista Wim Wenders, Orso d'oro alla carriera

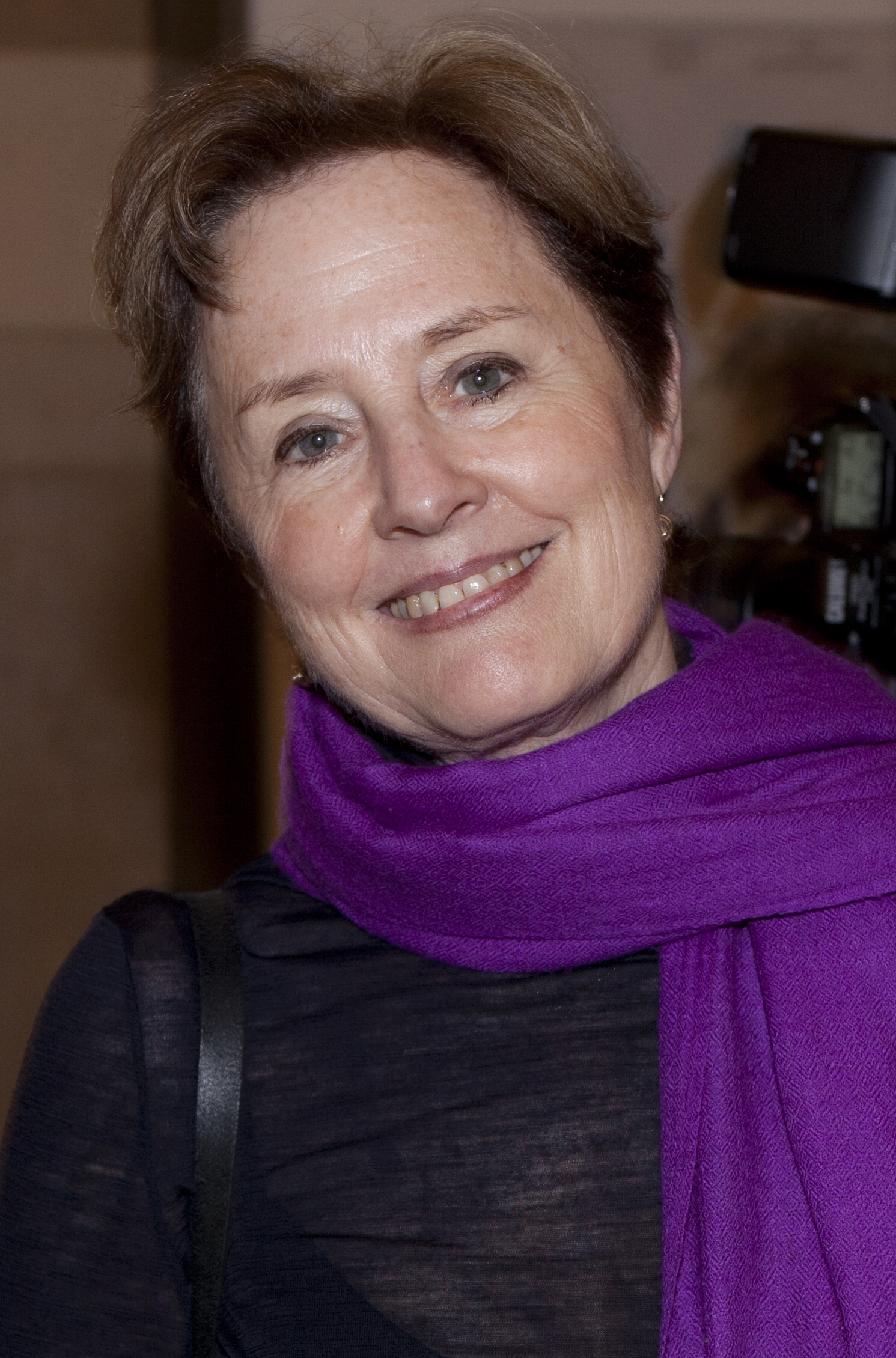
La chef e autrice Alice Waters, una delle vincitrici della Berlinale Kamera

- Orso d'oro per il miglior film: Taxi Teheran di Jafar Panahi
- Orso d'argento per il miglior regista: ex aequo Radu Jude per Aferim! e Małgorzata Szumowska per Ciało
- Orso d'argento per la migliore attrice: Charlotte Rampling per 45 anni
- Orso d'argento per il miglior attore: Tom Courtenay per 45 anni
- Orso d'argento per la migliore sceneggiatura: Patricio Guzmán per La memoria dell'acqua
- Orso d'argento per il miglior contributo artistico: ex aequo Serhiy Mychal'čuk ed Evgenij Privin per la fotografia di Pod ėlektričeskimi oblakami e Sturla Brandth Grøvlen per la fotografia di Victoria
- Orso d'argento, gran premio della giuria: Il club di Pablo Larraín
- Premio Alfred Bauer: Vulcano di Jayro Bustamante

### Premi onorari
- Orso d'oro alla carriera: Wim Wenders
- Berlinale Kamera: Marcel Ophüls, Naum Kleiman, Alice Waters, Carlo Petrini

### Premi della giuria "Opera prima"
- Miglior opera prima: 600 Millas di Gabriel Ripstein

### Premi della giuria "Cortometraggi"
- Orso d'oro per il miglior cortometraggio: Hosanna di Young-Kil Na
- Orso d'argento, premio della giuria (cortometraggi): Bad at Dancing di Joanna Arnow
- Berlin Short Film Nominee for the European Film Awards: Dissonance di Till Nowak
- Audi Short Film Award: Planet Sigma di Momoko Seto

### Premi delle giurie "Generation"
- Children's Jury Generation Kplus
- Orso di cristallo per il miglior film: Min lilla syster di Sanna Lenken
- Menzione speciale: Dhanak di Nagesh Kukunoor
- Orso di cristallo per il miglior cortometraggio: Hadiatt abi di Salam Salman
- Menzione speciale: The Tie di An Vrombaut

- International Jury Generation Kplus
- Grand Prix per il miglior film: Dhanak di Nagesh Kukunoor
- Menzione speciale: Min lilla syster di Sanna Lenken
- Special Prize per il miglior cortometraggio: Giovanni en het waterballet di Astrid Bussink
- Menzione speciale: Agnes di Anja Lind

- Youth Jury Generation 14plus
- Orso di cristallo per il miglior film: Flocken di Beata Gårdeler
- Menzione speciale: Prins di Sam de Jong
- Orso di cristallo per il miglior cortometraggio: A Confession di Petros Silvestros
- Menzione speciale: Nelly di Chris Raiber

- International Jury Generation 14plus
- Grand Prix per il miglior film: Diario di una teenager di Marielle Heller
- Menzione speciale: Nena di Saskia Diesing
- Special Prize per il miglior cortometraggio: Coach di Ben Adler
- Menzione speciale: Tuolla puolen di Janne Reinikainen e Iddo Soskolne

### Premi delle giurie indipendenti
- Premio Guild of German Art House Cinemas: Victoria di Sebastian Schipper
- Peace Film Prize: The Look of Silence di Joshua Oppenheimer
- Premio Heiner Carow: B-Movie: Lust & Sound in West-Berlin 1979-1989 di Jörg A. Hoppe, Heiko Lange e Klaus Maeck
- Label Europa Cinemas: Mot naturen di Ole Giæver e Marte Vold
- Premio Caligari: Balikbayan#1: Memories of Overdevelopment Redux III di Kidlat Tahimik
- Amnesty International Film Prize: Tell Spring Not to Come This Year di Saeed Taji Farouky e Michael McEvoy
- Premio della giuria ecumenica:
  - Competizione: La memoria dell'acqua di Patricio Guzmán
  - Panorama: Ned Rifle di Hal Hartley
  - Forum: Histoire de Judas di Rabah Ameur-Zaïmeche
- Premio FIPRESCI:
  - Competizione: Taxi Teheran di Jafar Panahi
  - Panorama: Paridan az ertefa kam di Hamed Rajabi
  - Forum: Il gesto delle mani di Francesco Clerici
- Premio CICAE:
  - Panorama: È arrivata mia figlia! di Anna Muylaert
  - Forum: Zurich di Sacha Polak
- FGYO-Award Dialogue en Perspective:
  - Ein idealer Ort di Anatol Schuster
  - Menzione d'onore: Im Sommer wohnt er unten di Tom Sommerlatte
- Teddy Award:
  - Miglior lungometraggio: Nasty Baby di Sebastián Silva
  - Miglior documentario: El hombre nuevo di Aldo Garay
  - Miglior cortometraggio: San Cristóbal di Omar Zúñiga Hidalgo
  - Premio della giuria: Stories of Our Lives di Jim Chuchu
  - Premio dei lettori di Siegessäule: Zui sheng meng si di Chang Tso-chi
  - Premio speciale: Udo Kier

### Premi dei lettori e del pubblico
- Premio del pubblico - Panorama:
  - Film: È arrivata mia figlia! di Anna Muylaert
  - Documentario: Tell Spring Not to Come This Year di Saeed Taji Farouky e Michael McEvoy
- Premio dei lettori del Berliner Mongerpost: Victoria di Sebastian Schipper
- Premio dei lettori del Tagesspiegel: Flotel Europa di Vladimir Tomic